# André Dalmas
André Dalmas (La Grand-Combe, 29 avril 1909 - Paris 10e, 19 février 1989) était un homme de lettres français.

## Vie et œuvre
Après des études au collège Stanislas (Paris) puis à l’École nationale des ponts et chaussées, il devient ingénieur à la SNCF. Il est muté en Afrique (Mali, Niger) pendant l’Occupation. À partir de 1949 il travaille à l’électrification des voies dans le secteur compris entre Lyon, Dijon et la Suisse.
Son œuvre littéraire aborde différents genres : théâtre, poésie, biographie, récits et romans d’inspiration autobiographique.
Il a principalement été critique littéraire de 1950 à 1980 dans différents périodiques, dont La Tribune des Nations, le Mercure de France, L’Observateur, la Nouvelle Revue Française, La Quinzaine littéraire et le Monde des Livres.
Un volumineux recueil posthume de ses critiques a été publié en 2009 sous le titre De face et de profil.
Il avait fondé en 1963 avec Marcelle Fonfreide la revue Cahiers du Nouveau Commerce, et en 1976 les éditions du même nom.
Ses archives sont conservées à l’IMEC, et sa bibliothèque personnelle à la Bibliothèque municipale de Riom (Puy-de-Dôme).